# Басти (округ)
Басти (англ. Basti) — округ в индийском штате Уттар-Прадеш. Административный центр — город Басти. Площадь округа — 3034 км². По данным всеиндийской переписи 2001 года население округа составляло 2 084 814 человек. Уровень грамотности взрослого населения составлял 52,49 %, что ниже среднеиндийского уровня (59,5 %).